# Аппере, Натали
Натали́ Аппере́ (фр. Nathalie Appéré; род. 8 июля 1975, Плёмёр) — французский политик, мэр Ренна (с 2014).

## Биография
Родилась 8 июля 1975 года в Плёмёре (департамент Морбиан), в 1996 году окончила Институт политических исследований в Ренне. В 1997 году получила диплом DEA по государственной службе и местному самоуправлению в Европе, прослушала курс публичного права.
С 2001 по 2008 год — помощник мэра Ренна, с 2001 года — депутат совета метрополии Ренна, с 2012 года — помощник депутата муниципального совета Ренна. В ходе праймериз социалистов в преддверии президентских выборов 2012 года поддерживала кандидатуру Франсуа Олланда, при подготовке к президентским выборам 2017 года выступала за выдвижение Мануэля Вальса.
По итогам парламентских выборов 2012 года избрана в Национальное собрание от 2-го округа департамента Иль и Вилен во втором туре с результатом 63,45 %.
На муниципальных выборах 2014 года в Ренне возглавила коалицию левых сил, которая во втором туре одержала победу с результатом 55,83 % голосов (в первом туре — 35,57 %) и получила 48 депутатских мест в муниципальном совете. Блок правоцентристов во втором туре поддержали 44,17 % избирателей, что обеспечило 13 мандатов.
4 апреля 2014 года депутаты нового состава муниципального совета избрали Натали Аппере мэром Ренна (в её администрацию из 19 помощников вошли пять представителей «зелёных»).
В 2020 году новые муниципальные выборы в Ренне вновь принесли победу левым, на сей раз с результатом 65,35 % во втором туре.
9 июля 2020 года, будучи единственным кандидатом, избрана президентом метрополии Ренна, объединяющей 43 населённых пункта (её кандидатуру поддержали 73 депутата из 111).